# Philipp Casimir Heintz

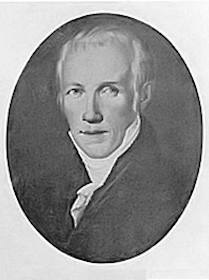
Philipp Casimir Heintz

Philipp Casimir Heintz, später von Heintz (auch Philipp Kasimir von Heintz; * 18. August 1771 in Konken; † 8. Februar 1835 in München) war ein deutscher evangelischer Geistlicher und Historiker.

## Leben
Heintz war Sohn eines reformierten Pfarrers. Er erhielt zunächst bei seinem Vater privaten Unterricht, bevor er im Alter von neun Jahren die Lateinschule in Kusel besuchte. Es schloss 1787 seine weitere Ausbildung am Gymnasium Zweibrücken an. Auf Wunsch seines Vaters nahm er nach seinem Abschluss das Studium der Theologie an der Universität Marburg auf, das er als Dr. theol. 1792 abschloss. Da sein Vater bereits kurz vor Abschluss seines Studiums verstorben war, ging er zunächst zu seinem Bruder und unterstützte ihn in dessen Pfarrei. Noch im selben Jahr wurde er als Pfarrvikar in Nünschweiler eingesetzt, wo er vorerst acht Jahre wirken sollte und selbst den Wirren im Kontext der Französischen Revolution, mitunter mit Einsatz seines eigenen Lebens, standhielt.
Heintz erhielt 1800 die Ernennung als Pfarrer in Kleeburg im Elsass. In dieser Stellung war er an der Bildung des Landeskonsistorialbezirkes Niederrhein beteiligt. Zu Ostern war es Heintz und seiner Familie möglich nach Zweibrücken zurückzukehren. Dort wurde er Stadtvikar, Mitglied des Konsistoriums als Vorstand der Güterverwaltung sowie Professor am örtlichen Gymnasium. 1810 erfolgte seine Ernennung zum Mitglied der Université Impérial und er erhielt dadurch die Erlaubnis am Collège de Deuxponts, der französischen Nachfolgeeinrichtung des Gymnasiums, Latein, Logik, Mathematik, Naturgeschichte und Physik zu unterrichten. In der Folgezeit konnte er damit auch den Titel Professor führen. Bereits seit seiner Zeit in Kleeberg und insbesondere in Zweibrücken gehörte er zu einer der starken Verfechter der Gründung einer Theologischen Hochschule in Zweibrücken. Das Projekt sollte schließlich scheitern.
Heintz hatte sich einen hervorragenden Ruf in der Pfalz erarbeitet, der König Maximilian von Bayern dazu bewog, Heintz 1819 nach München zu rufen. Dort wurde er Oberkonsistorialrat, zweiter Stadtpfarrer von München und damit außerdem Prediger der Hofgemeinde. Auch das Königshaus gehörte regelmäßig zu den Besuchern seiner Predigten. Außerdem wurde er als Distriktschulinspektor Mitglied des bayerischen obersten Schulrates. 1820 wurde er außerdem als Mitglied in die Königlich Bayrische Akademie der Wissenschaften aufgenommen. 1834 erhielt er schließlich für seine Verdienste den schwedischen Wasaorden. Am Ende seines Lebens war er in Anerkennung seiner Verdienste Mitglied einer Vielzahl von wissenschaftlicher Gesellschaften.
Der bayerische Staatsminister Carl Friedrich Heintz gehörte zu seinen Kindern, der evangelische Pfarrer und Sozialreformer Hieronymus Hofer war sein Schwiegersohn.

## Werke (Auswahl)
- Das ehemalige Fürstenthum Pfalz-Zweibrücken während dem dreysigjährigen Kriege. Ein Beytrag zur Special-Geschichte der Departemente zwischen Rhein und Mosel. Zweibrücken, 1810.
- Collége de Deux-Ponts depuis sa fondation jusqu'à nos jours. 3 Bände, Zweibrücken 1813–1818.
- Pfalzgraf Stephan, erster Herzog von Pfalz-Zweybrücken ein Beitrag zur Geschichte des baierischen Regentenhauses. München 1823.
- Das ehemalige Fürstenthum Pfalz-Zweybrücken und seine Herzoge, bis zur Erhebung ihres Stammes auf den bayerischen Königsthron. Ein Beitrag zur vaterländischen Geschichte. Erster Theil, welcher die Periode von 1410 bis 1514 umfasst, München 1833.
- Beiträge zur Geschichte des Bayerischen Rheinkreises nebst urkundlichen Nachrichten von einigen Pfalzgrafen der Birkenfeld-Bischweiler Linie. Zweibrücken, 1835.